# Ататюрк (мост)
Мост Ататю́рка (тур. Atatürk Köprüsü), также известный как Мост Ункапаны (тур. Unkapanı Köprüsü) — автомобильный мост над бухтой Золотой Рог в европейской части Стамбула в Турции. Соединяет районы Бейоглу на северо-востоке и Фатих на юго-западе, является продолжением бульвара Ататюрка, который начинается в районе Аксарай и заканчивается в районе Ункапаны. Нынешний мост открыт в 1940 году и назван в честь Мустафы Кемаля Ататюрка, основателя и первого президента Турецкой Республики.

## История
Первая версия моста была построена в 1836 году и называлась мостом Хайратие и соединял кварталы Ункапаны и Азапкапы. Строительство моста Хайратие было заказано османским султаном Махмудом II и контролировалось Ахмедом Февзи-пашой, вице-адмиралом османского флота, в Имперском военно-морском арсенале на Золотом Роге. На открытии лично присутствовал султан Махмуд II в 1836 году, который пересёк мост на своём коне. Первоначальный мост имел около 400 метров в длину и 10 метров в ширину и был построен как разводной мост для прохода больших кораблей.
В 1875 году его заменил второй мост из железа, построенный французской компанией по цене 135 000 османских золотых лир. Он имел длину 480 метров и ширину 18 метров и оставался в эксплуатации с 1875 по 1912 год, когда был снесён из-за истечения срока службы.
В 1912 году близлежащий Третий Галатский мост был разобран и снова собран на месте снесённого моста Хайратие, став третьим мостом на этом месте. Он использовался до 1936 года, когда был повреждён штормом.
Текущий (четвёртый) мост в этом месте был построен между 1936 и 1940 годами и введён в эксплуатацию в 1940 году под названием Мост Ататюрка. Его длина составляет 477 метров, а ширина — 25 метров.